# Сендлей Біто
Сендлей Сідней Біто (нід. Sendley Sidney Bito, *20 липня 1983, Віллемстад, Нідерландські Антильські острови) — нідерландський футболіст, нападник. Має досвід виступів у складі збірної Нідерландських Антильських островів та збірної Кюрасао.

## Біографія

### Клубна кар'єра
Вихованець футбольних шкіл Нідерландів. До 2006 року знаходився у розпорядженні роттердамської «Спарти», однак у матчах чемпіонату у складі головної команди клубу не виходив.
2006 року перейшов до представника вищої ліги чемпіонату України алчевської «Сталі». Дебютував в Україні 20 серпня 2008 року у грі проти полтавської «Ворскли» (поразка 0:1).
По завершенні сезону 2006—2007 уклав трирічний контракт з київським «Арсеналом». Відігравши в «Арсеналі» 1,5 сезони, був відправлений в оренду, спочатку до мальтійського клубу «Валетта», у складі якого провів лише одну офіційну гру у Кубку УЄФА, а згодом до ужгородського «Закарпаття».
У лютому 2010 року повернувся до «Арсенала», а по завершенні сезону 2009—10 отримав статус вільного агента. 10 вересня 2010 року підписав контракт з «Таврією» за схемою «1+1». Однак, провівши у складі кримської команди лише дві гри у чемпіонаті України, за взаємною згодою сторін у березні 2011 року розірвав цей контракт і знову став вільним агентом.
Провівши рік без клубу, Біто в 2013 році підписав контракт з іранським «Фаджр Сепасі», а в подальшому грав за бахрейнську «Манаму», іракську «Заху» та тайський «Прачуап».

### Виступи за збірні
2008 року викликався до збірної Нідерландських Антильських островів, у складі якої відіграв три матчі кваліфікаційного турніру до чемпіонату світу 2010 року. Дебют у формі національної збірної — 27 березня 2008 року у грі проти збірної Нікарагуа.
У 2011 році виступав за новостворену збірну Кюрасао.